# 꽃 찾으러 왔단다
《꽃 찾으러 왔단다》는 2007년 5월 14일부터 2007년 7월 3일까지 KBS 2TV에서 방영되었던 월화 미니시리즈인데 불치병과 시한부 인생 같은 낡은 소재에 비하여 극적 긴장감을 유지할만한 에피소드가 부족했고, 시청자의 눈길을 잡아끌만한 확실한 볼거리를 제시하지 못하여 기대 이하의 성적에 그쳤다.
한편, 차태현(윤호상 역)이 해당 드라마로 KBS 복귀를 했다.

## 방송 일시
| 방송 채널 | 방송 기간                 | 빙송 시간 |
| KBS 2TV   | 2007년 5월 14일 ~ 7월 3일 | 종료      |

## 기획 의도
꽃 찾으러 왔단다는 죽음을 소재로 웃어줄 수 있는 배경을 다룬 드라마이다.

## 제작진
- 극본 : 윤성희
- 연출 : 지영수

## 출연진
- 차태현 (윤호상)
- 강혜정 (나하나)
- 김지훈 (고은탁)
- 공현주 (오남경)
- 이정길 (나정도)
- 김혜옥 (박초선)
- 강신일 (최필구)
- 정애리 (공마담)
- 하 황 하이옌 (란 아잉, 베트남인)

## 시청률
당시 시청률은 내 남자의 여자가 40%에 육박한 것에 비해 턱없이 매우 낮은 수치에 해당하는 시청률로 집계되었으며, 3~4%대의 고전을 면치 못했다.
AGB 닐슨 미디어리서치와 TNS 미디어 코리아의 시청률 집계결과에 따르면 당시 3.3%, 3.6%의 시청률로 거의 애국가 못지않은 저조한 시청률을 기록하였으며, KBS2TV의 자사 교양·오락 프로그램보다도 더 못한 부진을 겪은 것이 특징이다.

## 같이 보기
- 내 남자의 여자